# 蒋丽忠
蒋丽忠（1971年12月—），中华人民共和国学者、教授，现任湖南科技大学校长。学术专攻是钢和混凝土组合结构设计理论与应用、高速铁路桥梁抗震等。

## 生平
1971年12月，蒋丽忠出生。1990年，蒋丽忠考入湘潭大学，1994年进入湖南大学攻读硕士学位，1996年进入上海交通大学攻读博士学位。
1999年6月，蒋丽忠在中南大学土木工程学院执教，2000年4月晋升为副教授，2004年9月晋升为教授，同年担任博士研究生导师。2008年10月至2009年7月，蒋丽忠担任美国宾州州立大学高级研究学者。后来，蒋丽忠出任中南大学土木工程学院副院长、中南大学研究生院院长。2022年1月，蒋丽忠出任中南大学党委常委、副校长。
2024年5月13日，湖南省人民政府任命蒋丽忠出任湖南科技大学党委副书记、校长。

## 荣誉和奖项
- 2017年，年度“长江学者奖励计划”[4]
- 2019年，中共中央组织部第四批国家“万人计划”名单（科技创新领军人才）[5]
- 2022年9月22日，“詹天佑铁道科学技术奖”之詹天佑成就奖[6]